# Saint-Pardon-de-Conques
Saint-Pardon-de-Conques è un comune francese di 539 abitanti situato nel dipartimento della Gironda nella regione della Nuova Aquitania.

## Società

### Evoluzione demografica
Abitanti censiti